# Forges-la-Forêt
Forges-la-Forêt (tiếng Breton: Govelioù-ar-C'hoad) là một xã của tỉnh Ille-et-Vilaine, thuộc vùng Bretagne, miền tây bắc nước Pháp.

## Dân số
Người dân ở Forges-la-Forêt được gọi là Fèvres.
| Năm | 1962 | 1968 | 1975 | 1982 | 1990 | 1999 |
| --- | ---- | ---- | ---- | ---- | ---- | ---- |
| Dân số | 290  | 316  | 287  | 267  | 275  | 242  |
| From the year 1962 on: No double counting—residents of multiple communes (e.g. students and military personnel) are counted only once. |      |      |      |      |      |      |